# Tadeusz Zoszak
Tadeusz Zoszak (ur. 23 lipca 1934, zm. 4 kwietnia 1992) – polski pracownik przemysłu motoryzacyjnego związany z Sanokiem.

## Życiorys

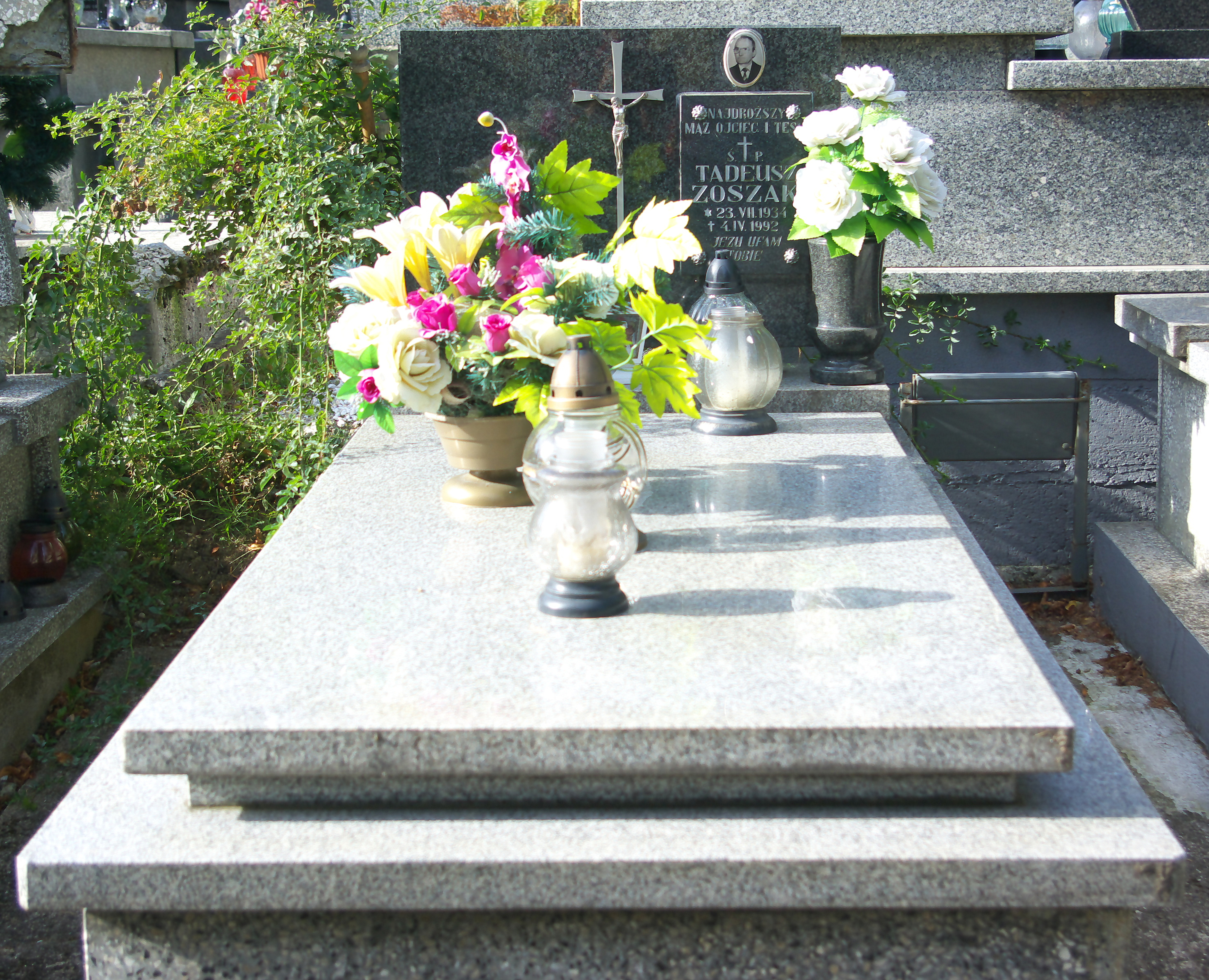
Grób Tadeusza Zoszaka

Urodził się w 1934. Pochodził ze Srogowa Górnego. W 1952 ukończył Szkołę Przemysłową Państwowej Fabryki Wagonów z tytułem ślusarza. Od 1950 był zatrudniony w sanockiej fabryce Sanowag jako uczeń ślusarski u boku Tadeusza Mieleckiego. Do 1959 był członkiem zakładowego Zespołu Pieśni i Tańca. Po odbyciu służby wojskowej, od 1959 ponownie pracował w macierzystej fabryce, później przemianowanej na Sanocką Fabrykę Autobusów „Autosan”. W lutym 1962 został planistą w dziale produkcji. Od sierpnia 1972 sprawował stanowisko głównego dyspozytora w fabryce. Pozostając na tym stanowisku, w 1989 obchodził 40-lecie pracy w fabryce.
Zmarł w 1992. Został pochowany na Cmentarzu Centralnym w Sanoku.

## Odznaczenia
- Krzyż Kawalerski Orderu Odrodzenia Polski (1989)[4].
- Srebrny Krzyż Zasługi (1976)[5]
- Medal 30-lecia Polski Ludowej (1974)[6]
- Medal 40-lecia Polski Ludowej
- Odznaka „Zasłużony dla Sanockiej Fabryki Autobusów”